# Korscheltellus
Genre
Korscheltellus est un genre de lépidoptères (papillons) de la famille des Hepialidae.
L'espèce Korscheltellus lupulinus est répandue en Europe alors que Korscheltellus gracilis se rencontre au Canada et dans l'est des États-Unis.

## Liste des espèces
- Korscheltellus fusconebulosus (De Geer, 1778) - Hépiale des brandes = Pharmacis fusconebulosa
  - Korscheltellus fusconebulosus gallicus (forme septentrionale)
- Korscheltellus gracilis (Grote, 1865)
- Korscheltellus lupulinus (Linnaeus, 1758) - Petite Hépiale du houblon ou Louvette = Hepialus lupulinus